# Simone Pesce
Simone Pesce (Latina, 10 luglio 1982) è un dirigente sportivo ed ex calciatore italiano, di ruolo centrocampista, direttore sportivo del Lumezzane.

## Carriera

### Giocatore
Simone Pesce cresce nella squadra della sua città, Latina, dopo sei anni tra Serie C2 e Serie D, passa alla Torres in Serie C1.
Qui viene notato dagli osservatori dell'Ascoli, che lo mettono sotto contratto insieme al suo compagno di squadra Stefano Guberti. Debuttano entrambi nella prima giornata del campionato 2006-2007, nella partita persa contro l'Atalanta per 3-1. Alla fine del campionato Pesce collezionerà 27 presenze conquistando un posto da titolare nel centrocampo dei marchigiani. Rimane titolare anche dopo la retrocessione della squadra in Serie B, disputando tra i cadetti 35 gare e realizzando 4 reti, le prime in maglia bianconera. Nel 2008-2009 affronta il terzo campionato consecutivo con l'Ascoli, raggiungendo le 95 presenze e 6 reti totali con la maglia bianconera.
In scadenza di contratto e desideroso di tornare a giocare in Serie A, Simone Pesce comincia il quarto campionato con l'Ascoli ma il 29 agosto 2009, alla seconda giornata di campionato, gioca l'ultima partita ufficiale con la maglia bianconera e il 31 agosto passa al Catania con la formula della compartecipazione. Dopo quattro mesi e nove partite torna in prestito all'Ascoli. Il 25 giugno 2010, termine prefissato come ultimo per la risoluzione delle compartecipazioni prima di arrivare alle buste, viene rinnovata la compartecipazione tra le due squadre, ma, in quanto fine prestito, Pesce torna a vestire la casacca rossazzurra in Serie A. Segna il suo primo gol con la maglia rossazzurra nell'incontro di Coppa Italia Catania-Varese 4-3; il primo in Serie A lo segna invece alla 31ª giornata, nel derby siciliano contro il Palermo, fissando il punteggio sul 4-0.
Il 24 giugno 2011 l'Ascoli lo riscatta definitivamente dal Catania, per poi cederlo il 15 luglio 2011 a titolo definitivo al Novara dove rimane per quattro anni, disputando una stagione in A, due in B e una in Lega Pro.
Il 14 gennaio 2016 viene ceduto a titolo definitivo alla Cremonese, compagine di Lega Pro. È tra i protagonisti della trionfale stagione 2016-2017, culminata con la promozione in Serie B. Con i lombardi disputa due campionati e mezzo, l'ultimo dei quali in Serie B, disputando 82 partite realizzando 4 gol, l'ultimo dei quali nella fondamentale vittoria conquistata con il Venezia nel maggio 2018.
Nel luglio 2018 si trasferisce a titolo definito alla Feralpisalò, con cui firma un contratto biennale.
Il 28 luglio 2020 viene tesserato dal Lumezzane, militante in Eccellenza, con cui conquista una doppia promozione dall'Eccellenza alla Serie C tra il 2021 e il 2023, diventando anche capitano della squadra. L'8 maggio 2024, dopo aver perso la gara dei play-off contro il Legnago e aver disputato 74 partite condite da 7 reti complessive, a 42 anni annuncia il ritiro dal calcio giocato al termine della stagione.

### Dirigente
Il 15 maggio 2024, il Lumezzane annuncia che Pesce avrebbe assunto l'incarico di direttore sportivo della squadra lombarda a partire dal 1º luglio successivo.

## Statistiche

### Presenze e reti nei club
| Stagione           | Squadra            | Campionato         | Campionato | Campionato | Coppe nazionali | Coppe nazionali | Coppe nazionali | Coppe continentali | Coppe continentali | Coppe continentali | Altre coppe | Altre coppe | Altre coppe | Totale | Totale |
| Stagione           | Squadra            | Comp               | Pres       | Reti       | Comp            | Pres            | Reti            | Comp               | Pres               | Reti               | Comp        | Pres        | Reti        | Pres   | Reti   |
| ------------------ | ------------------ | ------------------ | ---------- | ---------- | --------------- | --------------- | --------------- | ------------------ | ------------------ | ------------------ | ----------- | ----------- | ----------- | ------ | ------ |
| 1999-2000          | Latina             | CND                | 6          | 0          | CI-D            | 0               | 0               | -                  | -                  | -                  | -           | -           | -           | 6      | 0      |
| 2000-2001          | Latina             | D                  | 25         | 3          | CI-D            | 0               | 0               | -                  | -                  | -                  | -           | -           | -           | 25     | 3      |
| 2001-2002          | Latina             | D                  | 28         | 0          | CI-D            | 0               | 0               | -                  | -                  | -                  | -           | -           | -           | 28     | 0      |
| 2002-2003          | Latina             | C2                 | 17         | 1          | CI-C            | 2               | 0               | -                  | -                  | -                  | -           | -           | -           | 19     | 1      |
| 2003-2004          | Latina             | C2                 | 25         | 1          | CI-C            | 2               | 0               | -                  | -                  | -                  | -           | -           | -           | 27     | 1      |
| 2004-2005          | Latina             | C2                 | 26         | 1          | CI-C            | 1               | 0               | -                  | -                  | -                  | -           | -           | -           | 27     | 1      |
| Totale Latina      | Totale Latina      | Totale Latina      | 127        | 6          |                 | 5               | 0               |                    | -                  | -                  |             | -           | -           | 132    | 6      |
| 2005-2006          | Torres             | C1                 | 30+1       | 3          | CI-C            | 2               | 0               | -                  | -                  | -                  | -           | -           | -           | 33     | 3      |
| 2006-2007          | Ascoli             | A                  | 27         | 0          | CI              | 1               | 0               | -                  | -                  | -                  | -           | -           | -           | 28     | 0      |
| 2007-2008          | Ascoli             | B                  | 35         | 4          | CI              | 3               | 0               | -                  | -                  | -                  | -           | -           | -           | 38     | 4      |
| 2008-2009          | Ascoli             | B                  | 34         | 2          | CI              | 3               | 1               | -                  | -                  | -                  | -           | -           | -           | 37     | 3      |
| ago.2009           | Ascoli             | B                  | 2          | 0          | CI              | 2               | 2               | -                  | -                  | -                  | -           | -           | -           | 4      | 2      |
| 2009-gen. 2010     | Catania            | A                  | 4          | 0          | CI              | 0               | 0               | -                  | -                  | -                  | -           | -           | -           | 4      | 0      |
| gen.-giu. 2010     | Ascoli             | B                  | 20         | 0          | CI              | -               | -               | -                  | -                  | -                  | -           | -           | -           | 20     | 0      |
| Totale Ascoli      | Totale Ascoli      | Totale Ascoli      | 118        | 6          |                 | 9               | 3               |                    | -                  | -                  |             | -           | -           | 127    | 9      |
| 2010-2011          | Catania            | A                  | 8          | 1          | CI              | 3               | 2               | -                  | -                  | -                  | -           | -           | -           | 11     | 3      |
| Totale Catania     | Totale Catania     | Totale Catania     | 12         | 1          |                 | 3               | 2               |                    | -                  | -                  |             | -           | -           | 15     | 3      |
| 2011-2012          | Novara             | A                  | 21         | 0          | CI              | 2               | 0               | -                  | -                  | -                  | -           | -           | -           | 23     | 0      |
| 2012-2013          | Novara             | B                  | 33+2       | 6          | CI              | 2               | 0               | -                  | -                  | -                  | -           | -           | -           | 37     | 6      |
| 2013-2014          | Novara             | B                  | 28+2       | 0          | CI              | 1               | 0               | -                  | -                  | -                  | -           | -           | -           | 31     | 0      |
| 2014-2015          | Novara             | LP                 | 34         | 2          | CI+CI-LP        | 1+0             | 0               | -                  | -                  | -                  | SLP         | 1           | 0           | 36     | 2      |
| 2015-gen. 2016     | Novara             | B                  | 5          | 0          | CI              | 1               | 0               | -                  | -                  | -                  | -           | -           | -           | 6      | 0      |
| Totale Novara      | Totale Novara      | Totale Novara      | 121+4      | 8          |                 | 7               | 0               |                    | -                  | -                  |             | 1           | 0           | 133    | 8      |
| gen.-giu. 2016     | Cremonese          | LP                 | 15         | 0          | CI+CI-LP        | 0+1             | 0               | -                  | -                  | -                  | -           | -           | -           | 16     | 0      |
| 2016-2017          | Cremonese          | LP                 | 35         | 2          | CI+CI-LP        | 3+0             | 0               | -                  | -                  | -                  | SLP         | 1           | 0           | 39     | 2      |
| 2017-2018          | Cremonese          | B                  | 32         | 2          | CI              | 2               | 1               | -                  | -                  | -                  | -           | -           | -           | 34     | 3      |
| Totale Cremonese   | Totale Cremonese   | Totale Cremonese   | 82         | 4          |                 | 6               | 1               |                    | -                  | -                  |             | 1           | 0           | 89     | 5      |
| 2018-2019          | Feralpisalò        | C                  | 36+4       | 3+1        | CI+CI-C         | 2+1             | 0               | -                  | -                  | -                  | -           | -           | -           | 43     | 4      |
| 2019-2020          | Feralpisalò        | C                  | 20+1       | 0          | CI+CI-C         | 2+4             | 0               | -                  | -                  | -                  | -           | -           | -           | 27     | 0      |
| Totale Feralpisalò | Totale Feralpisalò | Totale Feralpisalò | 56+5       | 3+1        |                 | 9               | 0               |                    | -                  | -                  |             | -           | -           | 70     | 4      |
| 2020-2021          | Lumezzane          | E                  | 3          | 3          | CI-DL           | 1               | 1               | -                  | -                  | -                  | -           | -           | -           | 4      | 4      |
| 2021-2022          | Lumezzane          | E                  | 7          | 1          | CI-DL           | 0               | 0               | -                  | -                  | -                  | -           | -           | -           | 7      | 1      |
| 2022-2023          | Lumezzane          | D                  | 32+4       | 2          | CI-D            | 1               | 0               | -                  | -                  | -                  | -           | -           | -           | 37     | 2      |
| 2023-2024          | Lumezzane          | C                  | 25         | 0          | CI-C            | 1               | 0               | -                  | -                  | -                  | -           | -           | -           | 26     | 0      |
| Totale Lumezzane   | Totale Lumezzane   | Totale Lumezzane   | 67+4       | 6          |                 | 3               | 1               |                    | -                  | -                  |             | -           | -           | 74     | 7      |
| Totale carriera    | Totale carriera    | Totale carriera    | 613+14     | 37+1       |                 | 44              | 7               |                    | -                  | -                  |             | 2           | 0           | 673    | 45     |

## Palmarès

### Club

#### Competizioni nazionali
- Lega Pro: 2

Novara: 2014-2015
Cremonese: 2016-2017
- Supercoppa di Lega Pro: 1

Novara: 2015
- Campionato italiano Serie D: 1

Lumezzane: 2022-2023

#### Competizioni regionali
- Eccellenza Lombardia: 1

Lumezzane: 2021-2022